# Вестник. Месячник литературы, искусства, науки и общественной жизни
«Вестник. Месячник литературы, искусства, науки и общественной жизни» (укр. Вістник. Місячник літератури, мистецтва, науки й громадського життя) — независимый украинский журнал, издававшийся в 1933-1939 гг. во Львове под редакцией Дмитрия Донцова. Преемник «Литературно-научного вестника». Ответственным редактором являлся Иван Устиянович, издатель — Ольга Бачинская, сестра супруги Дмитрия Донцова, Марии. Печатался в издательстве Ставропигийского института.
Издатели так определили главную цель издания: «переродить духовность нашего общества, лелеять культ сильного и характерного человека». Главными врагами украинства они называли «марксизм, масонство и москвофильство всех форм».
Содержал литературные и поэтические сочинения, в частности Олега Ольжича, Евгения Маланюка, Елены Телиги, Юрия Клёна, переводы произведений западно-европейских и американских писателей и поэтов, статьи об украинском и мировом искусстве, литературную критику, публицистические статьи, касающиеся острых вопросов общественной жизни украинцев в Польше и СССР. Имел библиографическую рубрику.